# Саво Радусиновић
Саво Радусиновић (Подгорица, 11. мај 1954 — Сакраменто, 29. октобар 2007) био је српски пјевач народне музике.

## Биографија
Појавио се на естрадној сцени Србије и Југославије средином седамдесетих година. Већ 1978. године снимио је један од својих највећих хитова „Шеснаест ти лета беше”. Његове албуме и синглице су објавиле музичке куће Југотон и ПГП РТБ. Био је чест гост на бројним музичким фестивалима и манифестацијама попут „Шумадијског сабора“, „Моравских бисера“ или „Хит парада“. Најпознатије пјесме по којима је Саво Радусиновић остао упамћен су: „Много сам те заволео”, „Ако желиш да ме видиш”, „Ти си жена коју лудо волим”, „Једно писмо једна суза”, „Јерина”, „ Шеснаест ти лета беше”, и „Зовите ме господине”.
Преминуо је 29. октобра 2007. године у граду Сакраменту, Сједињене Државе. Сахрањен је на гробљу Фер Оукс.

## Дискографија

### Синглови
| Година | Пјесме                                               | Издавачка кућа |
| ------ | ---------------------------------------------------- | -------------- |
| 1978.  | Шеснаест ти лета беше Отишла је моја драга           | Југотон        |
| 1979.  | Помирења више нема Ја бих хтео да опростим теби      | Југотон        |
| 1980.  | Несрећна жено љубави моја Нисмо били од среће далеко | Југотон        |

### Албуми
| Година | Назив албума               | Издавачка кућа |
| ------ | -------------------------- | -------------- |
| 1981.  | Срце моје дели се на двоје | Југотон        |
| 1982.  | Једно писмо једна суза     | Југотон        |
| 1983.  | Ти си жена коју волим      | Југотон        |
| 1984.  | Ко те ноћас милује по руци | ПГП РТБ        |
| 1991.  | Звоните звона              | ПГП РТБ        |
| 1995.  | Господин                   | СТИГ           |
| 1997.  | С кофером у руци           | ПГП РТС        |

## Фестивали
- 1984. Хит парада — Ко те ноћас милује по руци
- 1984. МЕСАМ — Много сам те заволео
- 1991. Шумадијски сабор — Зла судбино
- 1992. Шумадијски сабор — Куда да кренем
- 1992. Хит парада — Не љуби скитницу
- 1994. Шумадијски сабор — Љубави моје младости, трећа награда жирија
- 1995. Моравски бисери — Туга, само туга
- 1996. Фестивал народне музике, Сватовац — Ти си као проклета Јерина
- 1996. Шумадијски сабор — Што ти није сада право
- 1996. Моравски бисери — Враћаш ми се у погрешно време
- 1997. Шумадијски сабор — Само тебе волео сам
- 1997. Моравски бисери — Човек с кофером у руци
- 1998. Моравски бисери — Бити човек